# Ernst Kock
Ernst Albin Kock, född den 6 december 1864 i Åby församling, Kalmar län, död 5 augusti 1943 i Lunds domkyrkoförsamling, var en svensk språkforskare och filolog. Han var brorson till C.J. Kock och kusin till Axel Kock. 
Mellan åren 1906 och 1929 arbetade han som professor i tyska vid Lunds universitet. Han forskade i alla germanska språk, och publicerade texter och tolkningar av äldre texter på språk som engelska, nordiska och gotiska. 
Han är känd för sitt arbete med fornvästnordiska eddor och skalder. Han ägnade mycket tid åt att rätta och rätta Finnur Jonssons Den norsk-islandske Skjaldedigtning. År 1934 blev han hedersdoktor vid Berlins universitet.

## Verk
- Merlin: a Middle-English metrical version of a French romance, utgåva 93
- Three Middle-English versions of the Rule of St. Benet and two contemporary rituals for the ordination of nuns
- The English relative pronouns: a critical essay
- Kort isländsk grammatik: jämte en inledande öfversikt öfver de nordiska språkens förhistoria